# 난창시
난창(한국어: 남창, 중국어: 南昌, 병음: Nánchāng)은 중화인민공화국 장시성에 있는 지급시로, 장시성 인민 정부의 소재지이자 장시 성의 정치·경제의 중심지이다. 2천년의 역사를 가진 이 곳은 국가역사문화명성으로 지정된 곳이기도 하다.

## 지리
난창 시는 장시 성 중부 북쪽 무강과 무하 하류에 있으며 중국 최대의 담수호인 포양호에 접한다. 난창은 평원이 많고 서북쪽에는 구릉이 있다. 시의 평균 높이는 해발 25m이다. 서부 지역에는 서산 산맥이 있으며 난창에서 가장 높은 곳은 매령주봉의 세약봉(해발 841.4m)이다.

## 역사
기원전 202년, 한 고조 유방은 영양후 관영에 명해 난창 일대를 지키게 했다. 다음 해, 관영은 부하를 인솔해 지금의 난창 역 동남쪽 약 4 km 떨어진 황안사(黄安寺) 부근에 관성(灌城)이라는 토성을 쌓았다. 이것이 난창건성의 시작이다. 예장군에 들어가, 후에 관성은 난창으로 불리게 되었다. <창대남강>(昌大南疆)의 의미가 있다. 7세기 중반에 지어진 《등왕각》은 수 차례 파괴와 재건을 반복하여 강남의 3대 명루로 알려졌다.
1927년 8월 1일 주은래, 주덕, 하룡, 엽정, 류백승 등이 이 지역에서 무장 봉기(난창 봉기)를 일으키면서 난창은 중국인민해방군의 탄생지가 된다. 이 날은 중화인민공화국 정권 수립 이후부터 중국의 건군기념일로 여겨진다.

## 기후
난창은 온난 습윤 기후(쾨펜의 기후 구분 Cfa)에 속하며 사계절이 뚜렷한 편이다. 봄에는 비가 많고 일조량이 적다. 이 지역의 연간 강수량은 중국 대륙에서 가장 높은 편에 속하며 중국 대륙에서 발생하는 집중 호우와 홍수의 8%를 차지한다. 연평균 기온은 18.5°C이며 1월은 3~9°C, 7월은 27 ~ 37°C이다. 이 때문에 이 지역의 겨울은 비교적 따뜻하지만 여름은 덥다. 이 지역의 강수량은 최저 1,300mm, 최고 1,900mm이며 4월부터 7월까지는 장마와 집중 호우가 내린다.
| 난창시의 기후                                               | 난창시의 기후 | 난창시의 기후 | 난창시의 기후 | 난창시의 기후 | 난창시의 기후 | 난창시의 기후 | 난창시의 기후 | 난창시의 기후 | 난창시의 기후 | 난창시의 기후 | 난창시의 기후 | 난창시의 기후 | 난창시의 기후   |
| 월                                                          | 1월           | 2월           | 3월           | 4월           | 5월           | 6월           | 7월           | 8월           | 9월           | 10월          | 11월          | 12월          | 연간            |
| ----------------------------------------------------------- | ------------- | ------------- | ------------- | ------------- | ------------- | ------------- | ------------- | ------------- | ------------- | ------------- | ------------- | ------------- | --------------- |
| 역대 최고 기온 °C (°F)                                      | 25.3 (77.5)   | 28.7 (83.7)   | 32.5 (90.5)   | 34.6 (94.3)   | 36.5 (97.7)   | 37.7 (99.9)   | 40.6 (105.1)  | 39.7 (103.5)  | 38.6 (101.5)  | 38.6 (101.5)  | 32.3 (90.1)   | 26.1 (79.0)   | 40.6 (105.1)    |
| 일평균 최고 기온 °C (°F)                                    | 9.2 (48.6)    | 12.1 (53.8)   | 16.1 (61.0)   | 22.6 (72.7)   | 27.3 (81.1)   | 29.9 (85.8)   | 33.7 (92.7)   | 33.3 (91.9)   | 29.6 (85.3)   | 24.6 (76.3)   | 18.3 (64.9)   | 11.9 (53.4)   | 22.4 (72.3)     |
| 일일 평균 기온 °C (°F)                                      | 5.9 (42.6)    | 8.4 (47.1)    | 12.2 (54.0)   | 18.4 (65.1)   | 23.3 (73.9)   | 26.2 (79.2)   | 29.6 (85.3)   | 29.2 (84.6)   | 25.6 (78.1)   | 20.3 (68.5)   | 14.2 (57.6)   | 8.2 (46.8)    | 18.5 (65.2)     |
| 일평균 최저 기온 °C (°F)                                    | 3.5 (38.3)    | 5.7 (42.3)    | 9.4 (48.9)    | 15.1 (59.2)   | 20.0 (68.0)   | 23.3 (73.9)   | 26.4 (79.5)   | 26.2 (79.2)   | 22.6 (72.7)   | 17.2 (63.0)   | 11.1 (52.0)   | 5.4 (41.7)    | 15.5 (59.9)     |
| 역대 최저 기온 °C (°F)                                      | −7.7 (18.1)   | −9.3 (15.3)   | −1.7 (28.9)   | 2.4 (36.3)    | 10.0 (50.0)   | 14.8 (58.6)   | 18.9 (66.0)   | 19.5 (67.1)   | 13.3 (55.9)   | 3.5 (38.3)    | −0.8 (30.6)   | −9.7 (14.5)   | −9.7 (14.5)     |
| 평균 강수량 mm (인치)                                       | 83.6 (3.29)   | 95.3 (3.75)   | 191.5 (7.54)  | 213.0 (8.39)  | 218.4 (8.60)  | 341.6 (13.45) | 176.3 (6.94)  | 120.0 (4.72)  | 65.3 (2.57)   | 49.8 (1.96)   | 92.4 (3.64)   | 56.3 (2.22)   | 1,703.5 (67.07) |
| 평균 강수일수 (≥ 0.1 mm)                                    | 12.9          | 12.8          | 17.3          | 16.5          | 15.6          | 16.1          | 11.0          | 10.5          | 6.6           | 6.7           | 9.5           | 9.5           | 145             |
| 평균 강설일수                                               | 3.0           | 1.8           | 0.6           | 0             | 0             | 0             | 0             | 0             | 0             | 0             | 0             | 1.0           | 6.4             |
| 평균 상대 습도 (%)                                          | 74            | 75            | 78            | 77            | 76            | 81            | 75            | 74            | 73            | 68            | 72            | 70            | 74              |
| 평균 월간 일조시간                                          | 87.1          | 90.0          | 101.1         | 132.7         | 155.5         | 145.3         | 237.5         | 227.5         | 191.0         | 175.3         | 138.1         | 127.8         | 1,808.9         |
| 가능 일조율                                                 | 27            | 28            | 27            | 34            | 37            | 35            | 56            | 56            | 52            | 50            | 43            | 40            | 40              |
| 출처: 중국기상국 (평년값: 1991년~2020년, 극값: 1951년~현재) |               |               |               |               |               |               |               |               |               |               |               |               |                 |

## 행정 구역

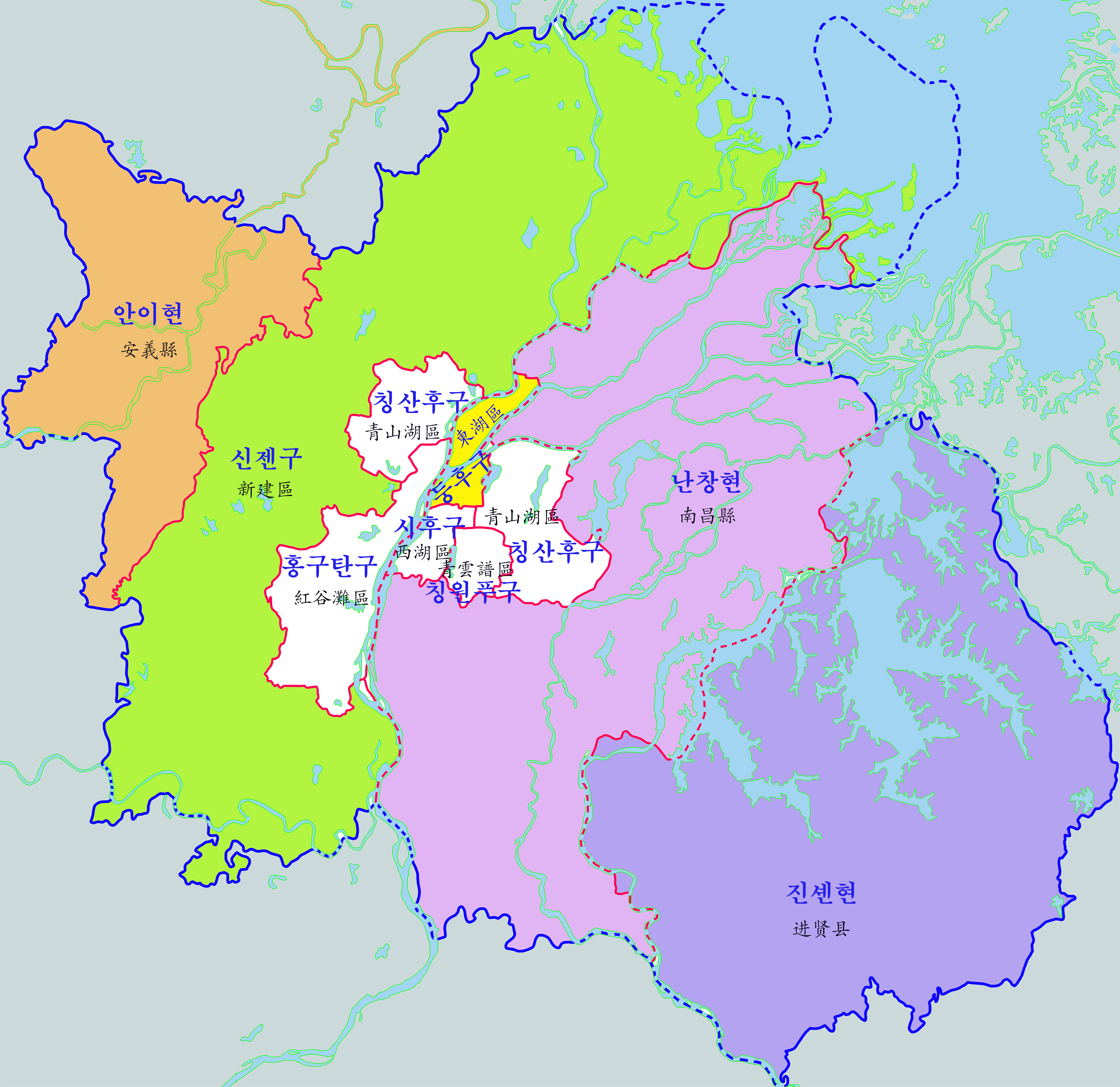
난창시 행정구역

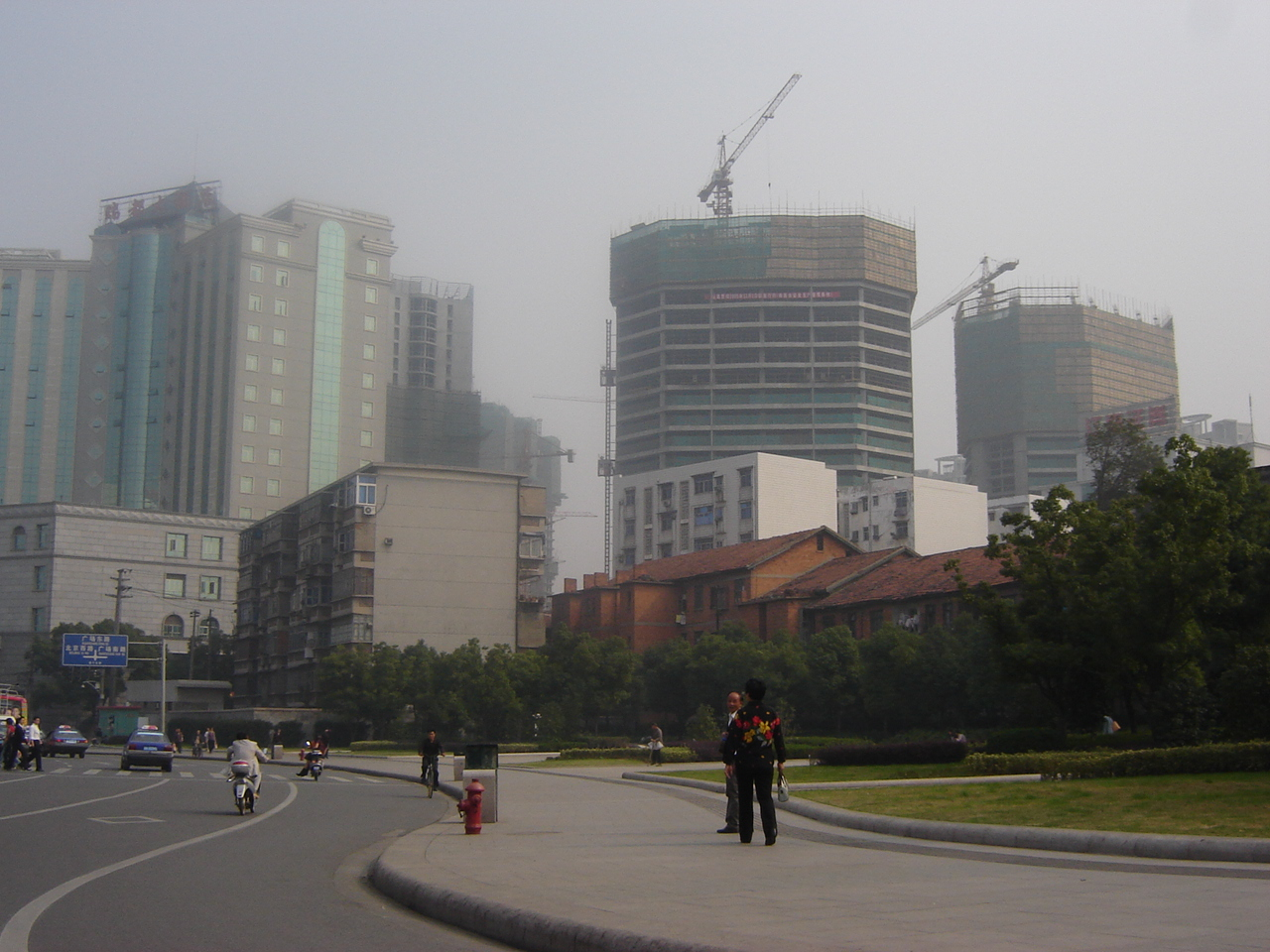
난창의 빌딩들

6개의 시할구, 3개의 현이 관할 하에 있다
시할구
- 둥후구(东湖区)
- 시후구(西湖区)
- 칭윈푸구(青云谱区)
- 칭산후구(青山湖区)
- 홍구탄구 (红谷滩区)
- 신젠구(新建区)

현
- 난창현(南昌县)
- 진셴현(进贤县)
- 안이현(安义县)

## 경제
난창시는 장시성 최대의 공업 도시이며, 신 중국 최초의 비행기, 최초의 트랙터, 최초의 오토바이, 최초의 미사일이 이 땅에서 탄생했다. 개혁 개방 이래, 비행기 제조, 자동차 제조, 야금, 전기, 방적, 화학공업, 의약품 등의 공업이 발달해, 정보산업이나 바이오 기술 등의 새로운 산업도 발달하고 있다.
CHTC킨윈 계열의 버스 제조 기업인 BLK(BONLUCK)의 본사가 난창시에 있다.

## 관광
- 등왕각

## 교육
- 난창 대학 (南昌大学)
- 장시 사범대학 (江西师范大学)
- 장시 재경대학 (江西财经大学)
- 장시 중의학원 (江西中医学院)
- 화둥 교통대학 (华东交通大学)
- 둥화 이공대학 (东华理工大学)

## 교통

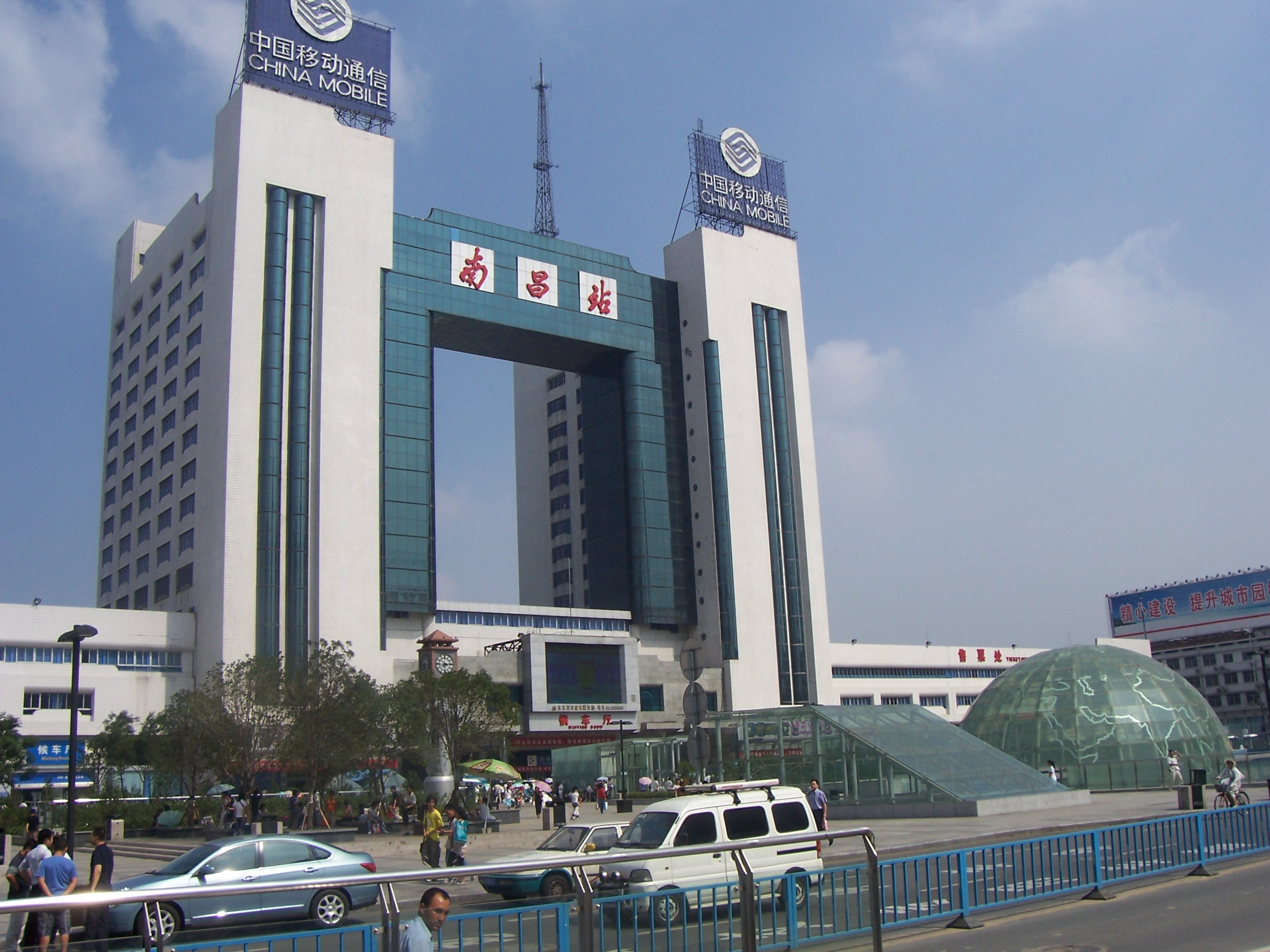
난창 역

### 항공
- 난창 창베이 국제공항

### 철도
난창 역이 있으며, 이곳은 징쥬선이 지나가는 중요한 기점이다.

### 지하철
2015년 12월 26일에는 난창 지하철이 개업했다.

## 자매 도시
- 일본 다카마쓰시
- 마케도니아 공화국 스코페
- 대한민국 나주시
- 브라질 소로카바